# Dipturus leptocauda
Dipturus leptocauda és una espècie de peix de la família dels raids i de l'ordre dels raïformes.

## Morfologia
- Els mascles poden assolir 67 cm de longitud total.[3][4]

## Reproducció
És ovípar i els ous tenen com unes banyes a la closca.

## Hàbitat
És un peix marí i d'aigües profundes (20°S-40°S, 60°W-40°W) que viu entre 400-521 m de fondària.

## Distribució geogràfica
Es troba a l'oceà Atlàntic sud-occidental: el Brasil (des de São Paulo fins a Rio Grande do Sul) i l'Uruguai.

## Observacions
És inofensiu per als humans.